# Список населённых пунктов Маловишерского района Новгородской области
Список населённых пунктов Маловишерского муниципального района Новгородской области
| Вид                 | Наименование      | муниципальное образование           |
| ------------------- | ----------------- | ----------------------------------- |
| деревня             | Барашиха          | Бургинское сельское поселение       |
| рабочий посёлок     | Большая Вишера    | Большевишерское городское поселение |
| деревня             | Большое Кленово   | Веребьинское сельское поселение     |
| деревня             | Большое Лановщино | Бургинское сельское поселение       |
| деревня             | Большое Пехово    | Веребьинское сельское поселение     |
| деревня             | Бор               | Бургинское сельское поселение       |
| деревня             | Боровки           | Бургинское сельское поселение       |
| деревня             | Борок             | Бургинское сельское поселение       |
| деревня             | Бурга             | Бургинское сельское поселение       |
| деревня             | Бурцева Гора      | Бургинское сельское поселение       |
| деревня             | Веребье           | Веребьинское сельское поселение     |
| деревня             | Верхние Гоголицы  | Бургинское сельское поселение       |
| деревня             | Верхние Островцы  | Веребьинское сельское поселение     |
| деревня             | Верхние Тиккулы   | Бургинское сельское поселение       |
| деревня             | Верхний Перелесок | Веребьинское сельское поселение     |
| деревня             | Виниха            | Бургинское сельское поселение       |
| деревня             | Влички            | Бургинское сельское поселение       |
| деревня             | Воронково         | Веребьинское сельское поселение     |
| деревня             | Выставка          | Бургинское сельское поселение       |
| деревня             | Вязовка           | Веребьинское сельское поселение     |
| деревня             | Гарь              | Веребьинское сельское поселение     |
| деревня             | Глутно            | Маловишерское городское поселение   |
| деревня             | Голышино          | Веребьинское сельское поселение     |
| деревня             | Горки             | Бургинское сельское поселение       |
| деревня             | Горнецкое         | Бургинское сельское поселение       |
| деревня             | Горнешно          | Большевишерское городское поселение |
| деревня             | Городищи          | Веребьинское сельское поселение     |
| деревня             | Горушка           | Веребьинское сельское поселение     |
| деревня             | Гребла            | Бургинское сельское поселение       |
| деревня             | Гряды             | Большевишерское городское поселение |
| посёлок при станции | Гряды             | Большевишерское городское поселение |
| деревня             | Гусево            | Веребьинское сельское поселение     |
| посёлок             | Дачный            | Большевишерское городское поселение |
| деревня             | Дворищи           | Бургинское сельское поселение       |
| деревня             | Девкино           | Бургинское сельское поселение       |
| деревня             | Добрая Вода       | Бургинское сельское поселение       |
| деревня             | Дора              | Бургинское сельское поселение       |
| деревня             | Дубки             | Бургинское сельское поселение       |
| деревня             | Дубовицы          | Веребьинское сельское поселение     |
| деревня             | Дубровка          | Веребьинское сельское поселение     |
| деревня             | Елёмка            | Веребьинское сельское поселение     |
| деревня             | Заборовье         | Веребьинское сельское поселение     |
| деревня             | Замостье          | Веребьинское сельское поселение     |
| деревня             | Замошье           | Бургинское сельское поселение       |
| деревня             | Заполек           | Веребьинское сельское поселение     |
| деревня             | Заречье           | Веребьинское сельское поселение     |
| деревня             | Заручевье         | Веребьинское сельское поселение     |
| деревня             | Захарово          | Бургинское сельское поселение       |
| деревня             | Захожка           | Веребьинское сельское поселение     |
| деревня             | Захоловье         | Бургинское сельское поселение       |
| деревня             | Змеево            | Бургинское сельское поселение       |
| деревня             | Знаменка          | Веребьинское сельское поселение     |
| деревня             | Золотое Колено    | Веребьинское сельское поселение     |
| деревня             | Ильичево          | Бургинское сельское поселение       |
| деревня             | Инево Поле        | Веребьинское сельское поселение     |
| деревня             | Каменка           | Бургинское сельское поселение       |
| деревня             | Карпина Гора      | Бургинское сельское поселение       |
| деревня             | Кашира            | Веребьинское сельское поселение     |
| деревня             | Кленино           | Бургинское сельское поселение       |
| деревня             | Климково          | Бургинское сельское поселение       |
| деревня             | Колмыково         | Веребьинское сельское поселение     |
| деревня             | Комель            | Веребьинское сельское поселение     |
| деревня             | Концы             | Веребьинское сельское поселение     |
| деревня             | Коньково          | Бургинское сельское поселение       |
| деревня             | Корчажиха         | Бургинское сельское поселение       |
| деревня             | Красная Горка     | Бургинское сельское поселение       |
| деревня             | Краснёнка         | Бургинское сельское поселение       |
| деревня             | Красное           | Бургинское сельское поселение       |
| деревня             | Красный Бережок   | Бургинское сельское поселение       |
| деревня             | Кривое Колено     | Бургинское сельское поселение       |
| деревня             | Крюково           | Веребьинское сельское поселение     |
| деревня             | Лескуново         | Веребьинское сельское поселение     |
| деревня             | Лопотень          | Бургинское сельское поселение       |
| деревня             | Лошево            | Веребьинское сельское поселение     |
| деревня             | Луга              | Большевишерское городское поселение |
| деревня             | Лука              | Веребьинское сельское поселение     |
| деревня             | Льзи              | Веребьинское сельское поселение     |
| деревня             | Любцы             | Бургинское сельское поселение       |
| город               | Малая Вишера      | Маловишерское городское поселение   |
| деревня             | Малое Пехово      | Бургинское сельское поселение       |
| деревня             | Медведь           | Бургинское сельское поселение       |
| деревня             | Мстинский Мост    | Бургинское сельское поселение       |
| деревня             | Некрасово         | Маловишерское городское поселение   |
| деревня             | Нижние Гоголицы   | Бургинское сельское поселение       |
| деревня             | Нижние Островцы   | Веребьинское сельское поселение     |
| деревня             | Нижние Тиккулы    | Бургинское сельское поселение       |
| деревня             | Нижний Перелесок  | Веребьинское сельское поселение     |
| деревня             | Низовка           | Веребьинское сельское поселение     |
| деревня             | Никольское        | Бургинское сельское поселение       |
| деревня             | Новая             | Веребьинское сельское поселение     |
| деревня             | Новое Замотаево   | Бургинское сельское поселение       |
| деревня             | Новоселицы        | Веребьинское сельское поселение     |
| деревня             | Новые Морозовичи  | Бургинское сельское поселение       |
| деревня             | Оксочи            | Веребьинское сельское поселение     |
| деревня             | Окулово           | Веребьинское сельское поселение     |
| деревня             | Ольховец          | Бургинское сельское поселение       |
| деревня             | Ольховка          | Веребьинское сельское поселение     |
| деревня             | Опути             | Веребьинское сельское поселение     |
| деревня             | Папоротно         | Большевишерское городское поселение |
| деревня             | Парни             | Бургинское сельское поселение       |
| деревня             | Пелюшня           | Веребьинское сельское поселение     |
| деревня             | Перемыт           | Бургинское сельское поселение       |
| деревня             | Поводьё           | Веребьинское сельское поселение     |
| деревня             | Подгорное         | Веребьинское сельское поселение     |
| деревня             | Подгорье          | Веребьинское сельское поселение     |
| деревня             | Поддубье          | Маловишерское городское поселение   |
| деревня             | Подмошье          | Маловишерское городское поселение   |
| деревня             | Подсеки           | Бургинское сельское поселение       |
| деревня             | Пожарьё           | Веребьинское сельское поселение     |
| деревня             | Порыхалово        | Веребьинское сельское поселение     |
| деревня             | Посохово          | Веребьинское сельское поселение     |
| деревня             | Пруды             | Маловишерское городское поселение   |
| деревня             | Прышкино          | Бургинское сельское поселение       |
| деревня             | Пустая Вишерка    | Маловишерское городское поселение   |
| деревня             | Русская Ольховка  | Бургинское сельское поселение       |
| деревня             | Селищи            | Маловишерское городское поселение   |
| деревня             | Серегиж           | Бургинское сельское поселение       |
| деревня             | Соколово          | Бургинское сельское поселение       |
| деревня             | Сорочино          | Веребьинское сельское поселение     |
| деревня             | Сосницы           | Бургинское сельское поселение       |
| деревня             | Старина           | Веребьинское сельское поселение     |
| деревня             | Старое Замотаево  | Бургинское сельское поселение       |
| деревня             | Старые Морозовичи | Бургинское сельское поселение       |
| деревня             | Сурики            | Бургинское сельское поселение       |
| деревня             | Сюйська           | Бургинское сельское поселение       |
| деревня             | Увары             | Бургинское сельское поселение       |
| деревня             | Уезжа             | Бургинское сельское поселение       |
| деревня             | Устье             | Веребьинское сельское поселение     |
| деревня             | Харитоново        | Веребьинское сельское поселение     |
| деревня             | Шабаново          | Веребьинское сельское поселение     |
| деревня             | Шеляйха           | Бургинское сельское поселение       |
| деревня             | Шемякино          | Веребьинское сельское поселение     |